# Cozell McQueen
Cozell McQueen (nacido el 09 de marzo de 1962 (63 años) en París, Francia)  es un exjugador de baloncesto estadounidense. Con 2,11 de estatura, jugaba en la posición de pívot.

## Equipos
- Bennettsville High School
- 1981-1982 Universidad de  North Carolina State.
- 1985-1986 Wisconsin Flyers
- 1985-1986 Kansas City Sizzlers
- 1986-1987 La Crosse Catbirds
- 1986-1987 Detroit Pistons
- 1986-1987 La Crosse Catbirds
- 1987-1988 Tours Joué Basket
- 1988-1990 Napoli Basket
- 1990-1991 Olimpia Milano
- 1991-1992 CB Zaragoza
- 1992-1993 Reyer Venezia
- 1993-1994 Rochester Renegade
- 1995-1996 Carolina Cardinals